# Stazione di Petina
La stazione di Petina è una stazione ferroviaria posta sulla linea Sicignano-Lagonegro. Serve il centro abitato di Petina.